# 金鄭護
金鄭護（KIM Jung Ho，1996年8月6日—），韓国男子羽毛球運動員。

## 簡歷
2012年10月，金鄭護代表國家隊參加在日本千葉縣舉行的世界青年羽毛球錦標賽，贏得混合團體項目銅牌。

## 主要比賽成績
只列出曾進入準決賽的國際賽事成績：
| 年份   | 賽事                 | 公開賽級別 | 項目     | 搭檔   | 成績 |
| ------ | -------------------- | ---------- | -------- | ------ | ---- |
| 2012年 | 世界青年羽毛球錦標賽 | 其他       | 混合團體 | －     | 季軍 |
| 2013年 | 亞洲青年羽毛球錦標賽 | 其他       | 混合團體 | －     | 亞軍 |
| 2013年 | 亞洲青年羽毛球錦標賽 | 其他       | 混合雙打 | 金志垣 | 季軍 |
| 2013年 | 世界青年羽毛球錦標賽 | 其他       | 混合團體 | －     | 冠軍 |
| 2014年 | 亞洲青年羽毛球錦標賽 | 其他       | 混合團體 | －     | 亞軍 |
| 2014年 | 亞洲青年羽毛球錦標賽 | 其他       | 男子雙打 | 金載煥 | 亞軍 |
| 2014年 | 亞洲青年羽毛球錦標賽 | 其他       | 混合雙打 | 孔熙容 | 亞軍 |
| 2014年 | 世界青年羽毛球錦標賽 | 其他       | 男子雙打 | 金載煥 | 季軍 |

| 2007-2017年 | 首要超級賽 | 超級賽 | 黃金大獎賽 | 大獎賽 | 國際挑戰賽 | 國際系列賽 | 未來系列賽 | 其他 |

| 2018-2026年 | 總決賽 | 超級1000賽 | 超級750賽 | 超級500賽 | 超級300賽 | 超級100賽 | 國際挑戰賽 | 國際系列賽 | 未來系列賽 | 其他 |